# Остропольський Леонід Бенедиктович
Леонід Бенедиктович (Беніамінович) Остропольський (15 січня 1950, Львів — 10 лютого 2024, Київ) — український театральний режисер і педагог. Заслужений діяч мистецтв України (1999).

## Життєпис
Народився 15 січня 1950 року у Львові.
Закінчив Київський інститут театрального мистецтва ім. Івана Карпенка-Карого (1984). З 1994-го працював в Театрі російської драми ім. Лесі Українки.
Викладав на кафедрі акторського мистецтва в Київському національному університеті театру, кіно та телебачення ім. Івана Карпенка-Карого. Його студенти успішно виступали на фестивалях у Польщі, Румунії й Іспанії
Був керівником театрального колективу «Майстерня Остропольського», що діяла на базі Києво-Могилянського театрального центру «Пасіка».
Помер на 75-му році життя 10 лютого 2024 року.

## Вистави

### Театрі російської драми ім. Лесі Українки
Як постановник:
- «Ризик/Коханці та злодії» за Е. Де Філіппо, Д.Фо
- «Валентинів день» І. Вирипаєва
- «Пані міністерша» Б.Нушича (спільно з М. Резніковичем)
- «Шлюби здійснюються на небесах» за Л.Толстим

Як режисер:
- «Нахлібник» (сценічна версія театру за мотивами однойменної комедії і прози І.Тургенєва; постановник М. Резнікович)
- «Дон Кіхот. 1938 рік» за М.Булгаковим та Сервантесом (постановник М. Резнікович)
- «Сто п'ята сторінка про кохання …» (композиція та постановка М.Резніковича)

### Театральний центра «Пасіка»
- 2016 — «Татуйована троянда»[3]
- 2016 — «Як вам це сподобається»[4]